# 제이드가든 수목원
제이드가든 수목원(제이드가든樹木園, Jade Garden Arboretum)은 경춘선 굴봉산역에 인근에 위치한 수목원이다. 2011년 4월에 개장하였다. 2013년 SBS에서 방영된 드라마 《그 겨울, 바람이 분다》, KBS2 수목드라마 《단, 하나의 사랑》, KBS2 주말드라마인 《신사와 아가씨》 촬영지이기도 하다.

## 주요 코스
- 나무내음길
낙엽송 우드칩 덕분에 푹신한 촉감과 나무 내음을 느낄 수 있는 산책로로, 식물을 가까이에서 관찰할 수 있는 코스이다. 일부 구간은 유모차나 휠체어 접근이 어렵다.[1]
- 단풍나무길
다양한 단풍나무가 식재된 이 코스는 수목원을 내려다보며 산책할 수 있다. 유모차나 휠체어 접근은 어렵다.[1]
- 숲속바람길
큰 나무 그늘이 드리워져 시원한 바람을 느낄 수 있는 길로, 바닥이 포장되어 있어 유모차나 휠체어도 이동이 가능한 코스이다.[1]

## 갤러리

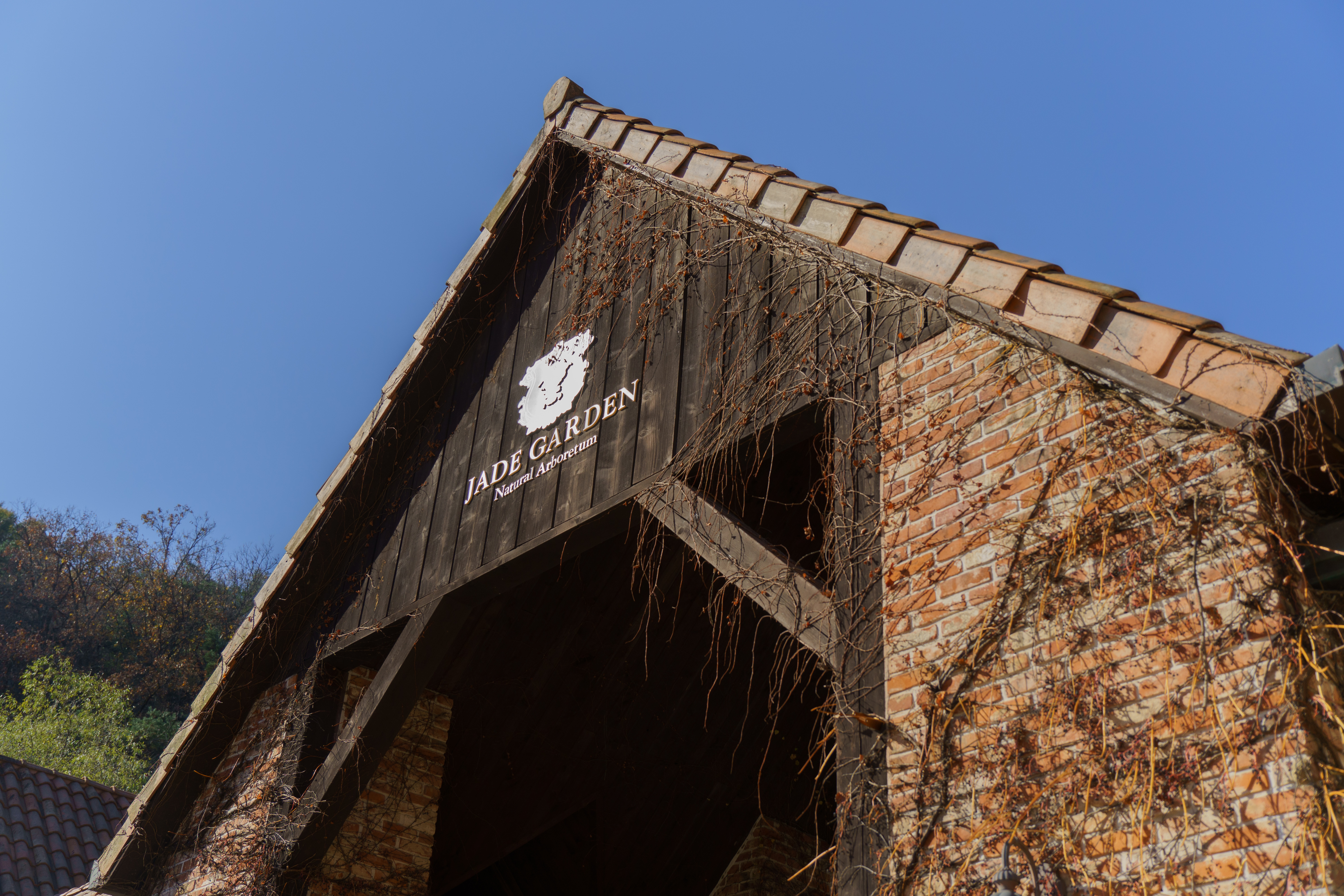
제이드가든 전경
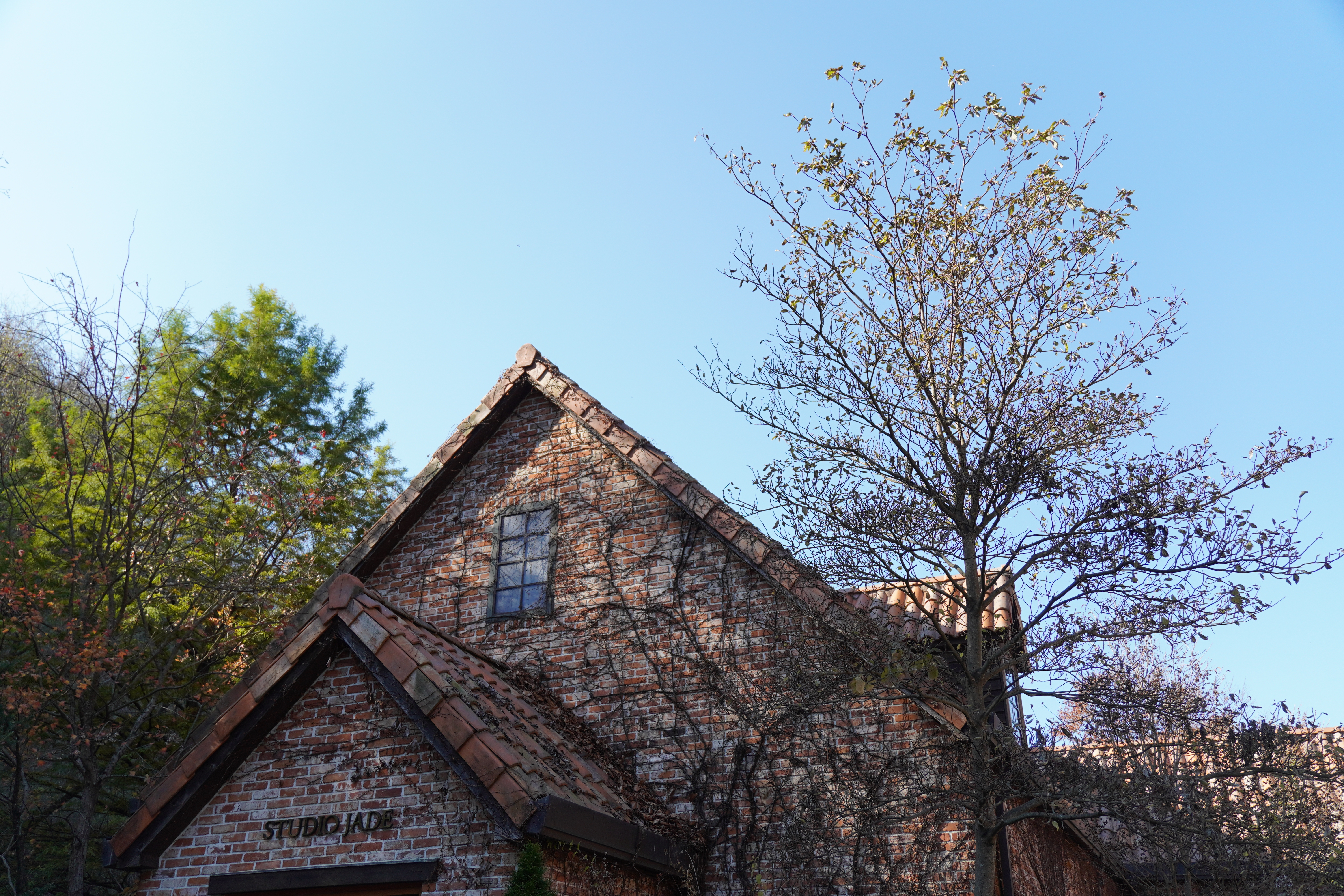
소품점 건물
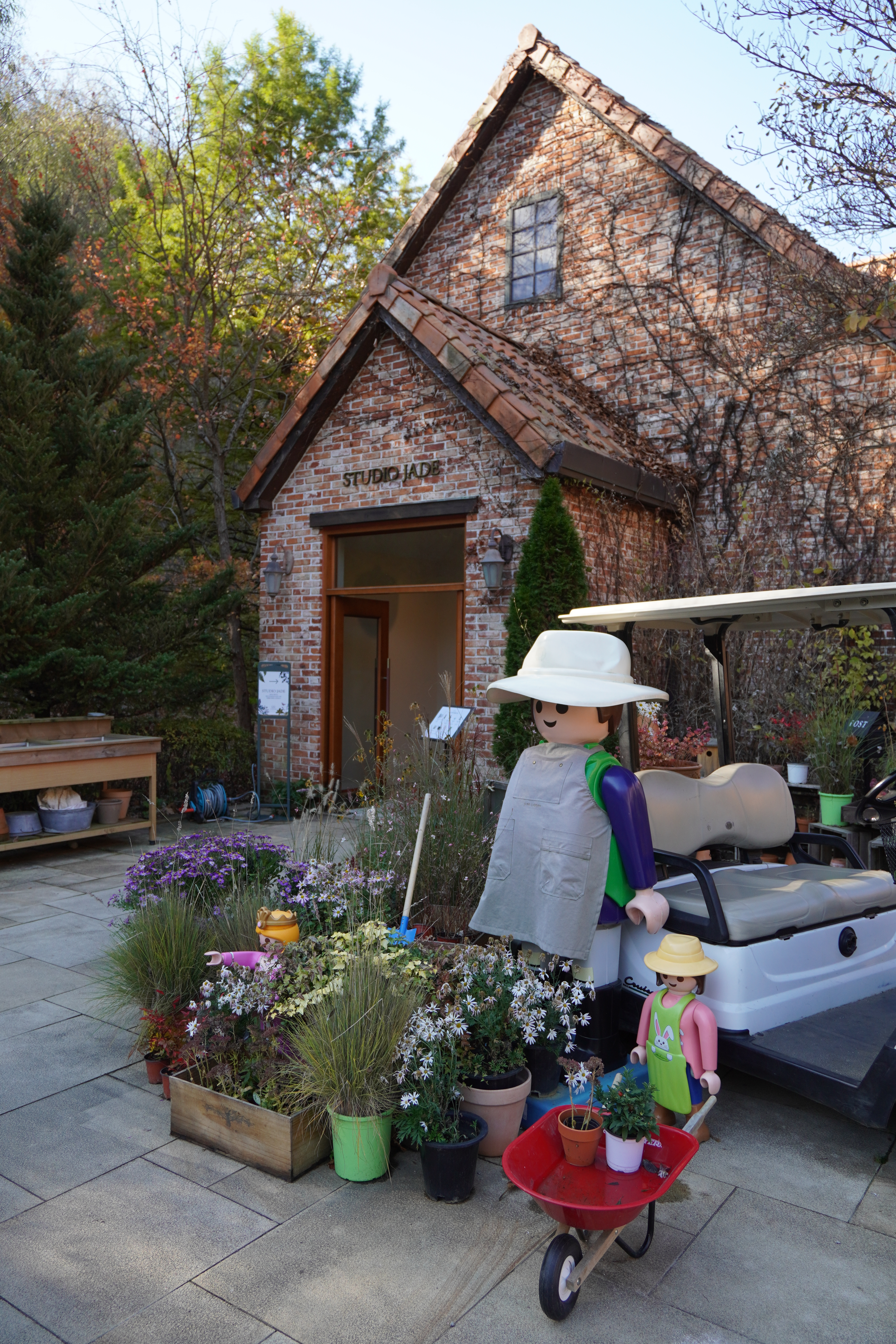
소품점 건물과 조형물
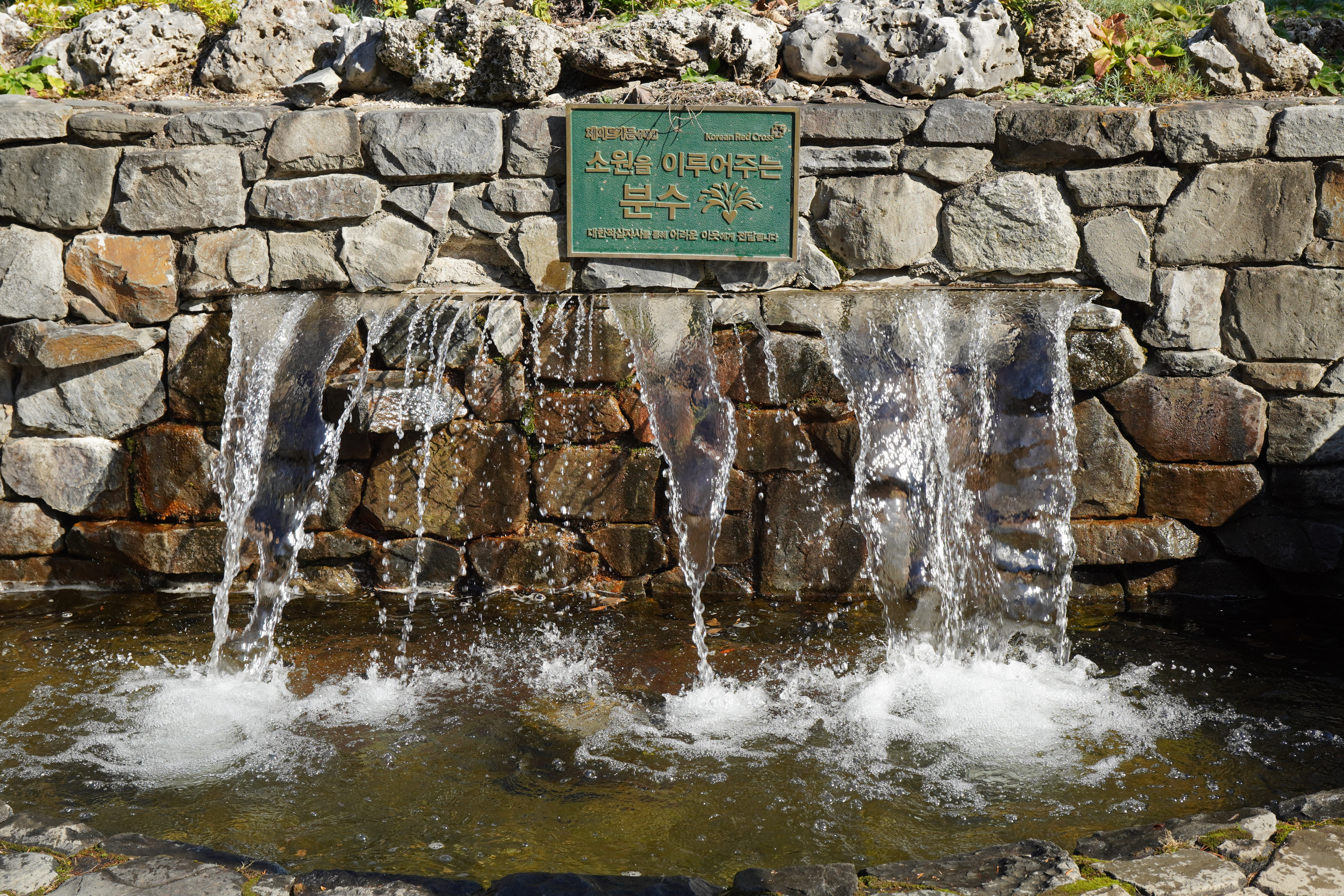
소원을 이루어주는 분수
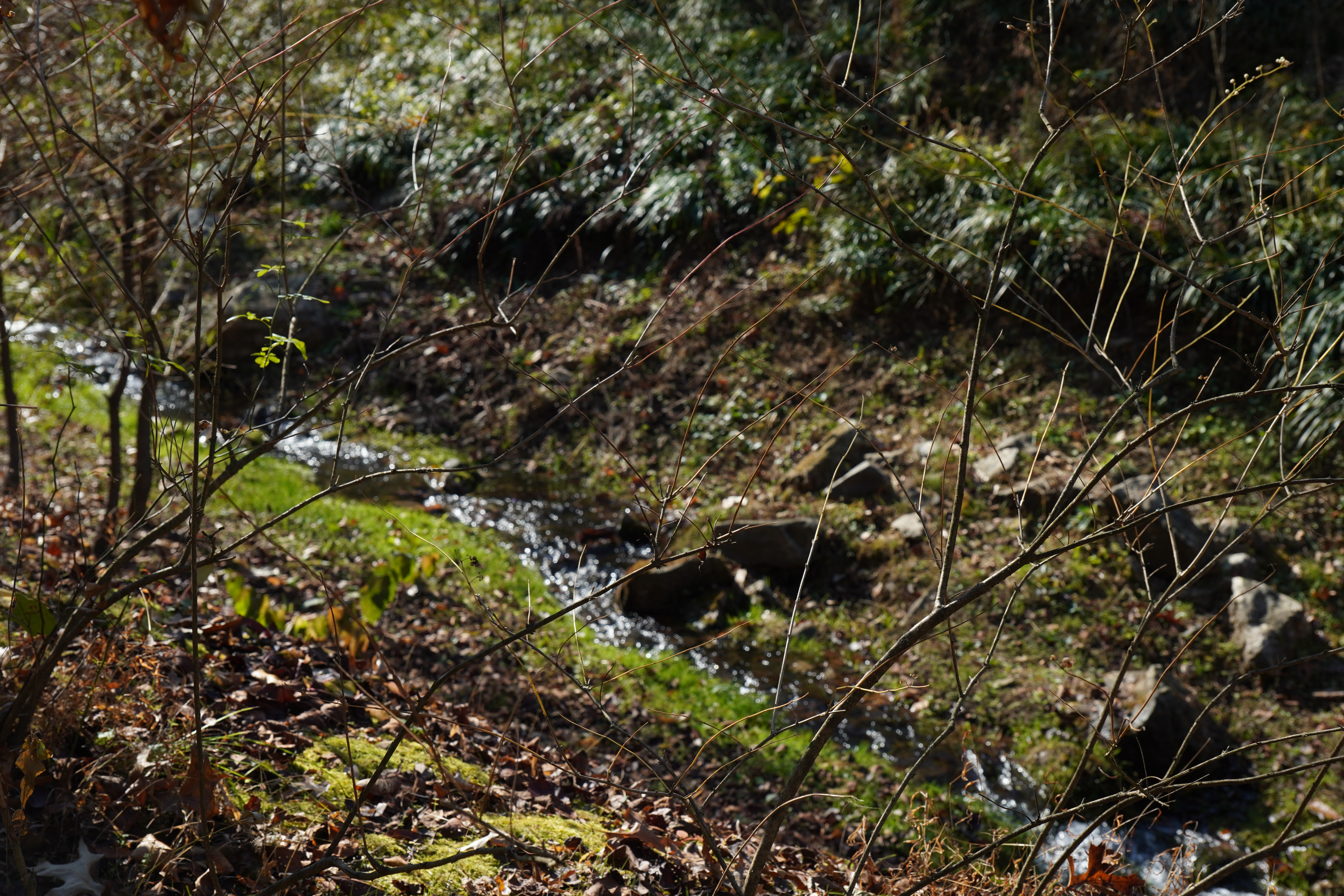
계곡
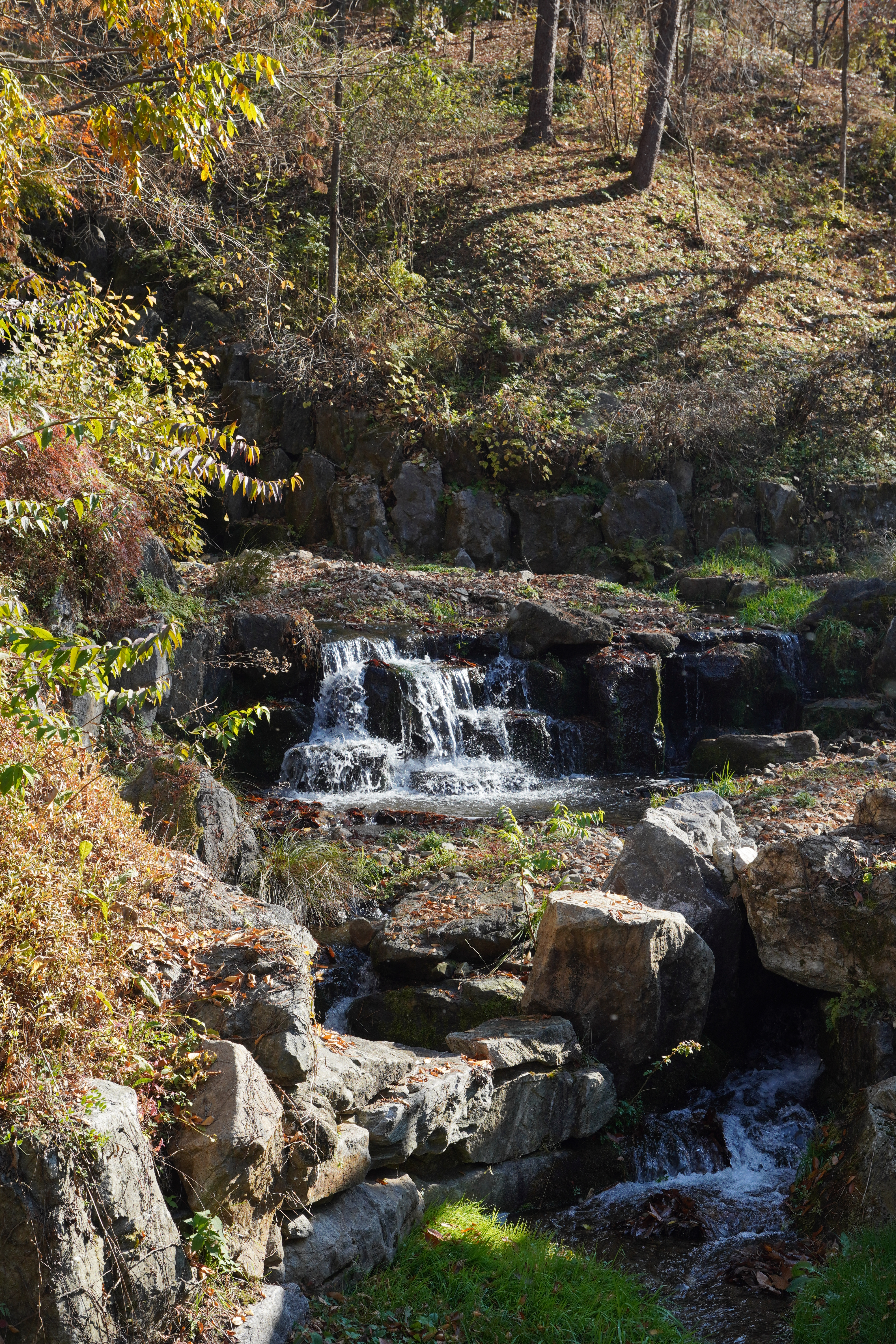
계곡 2
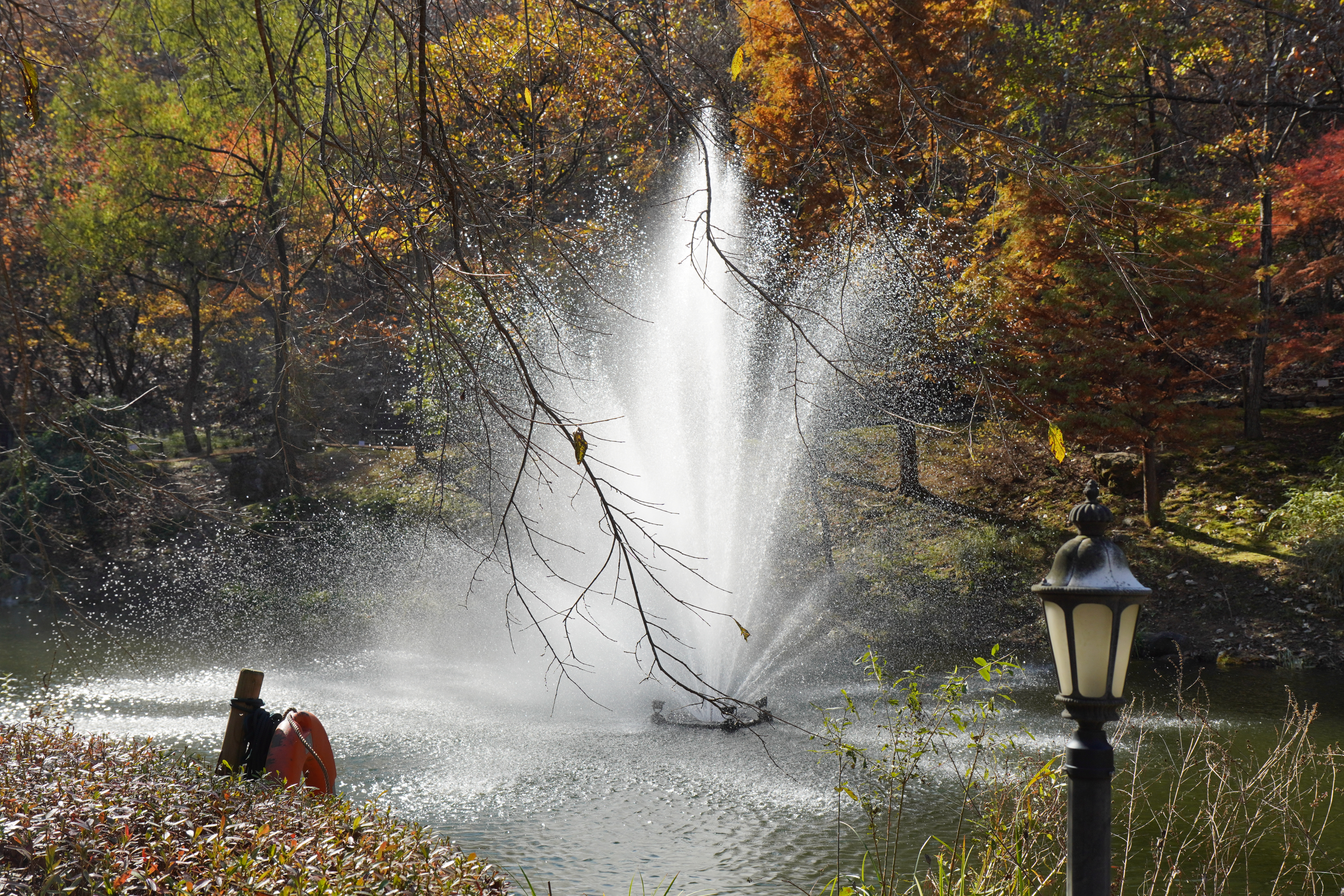
분수
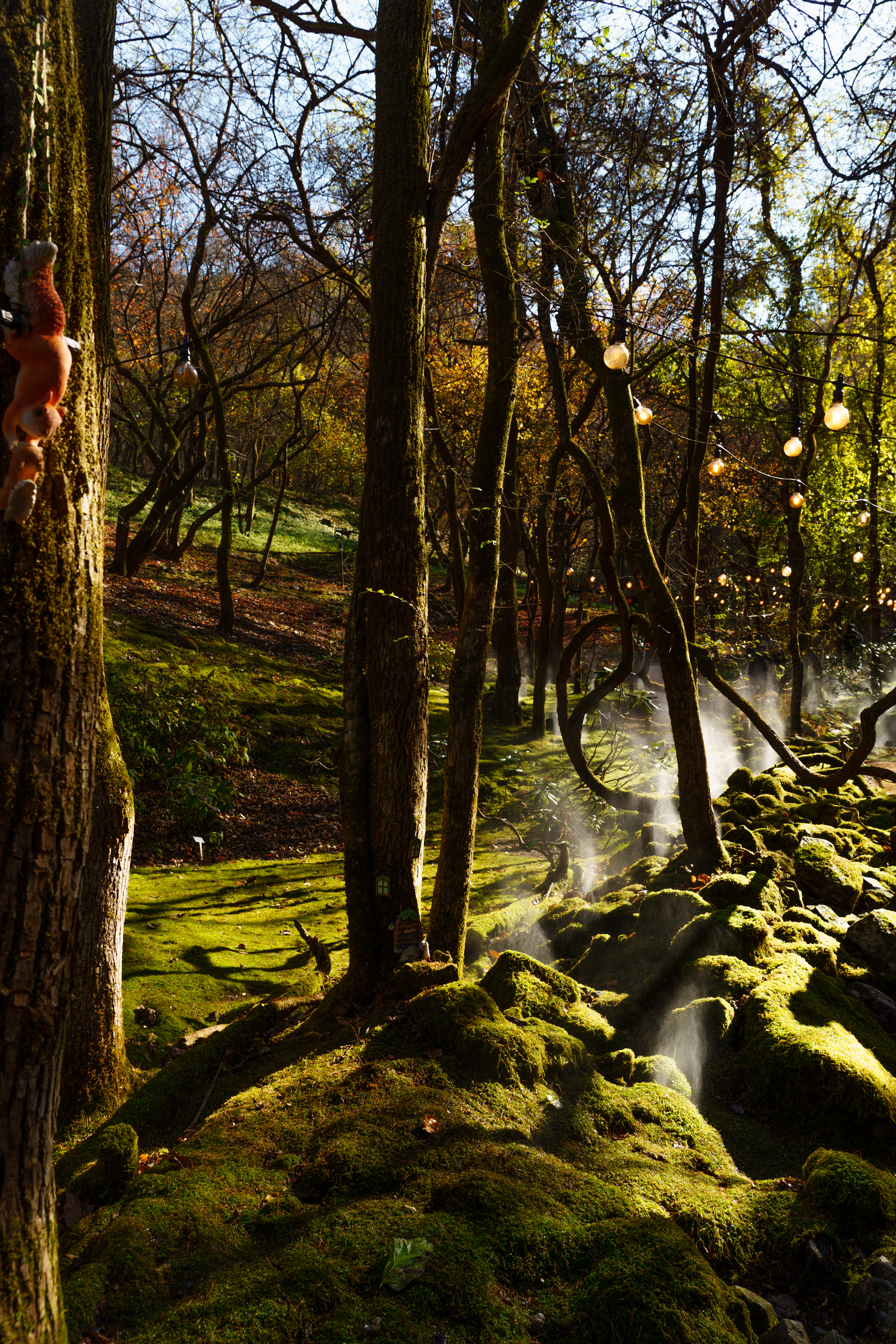
이끼정원